# Abu Anre Ixaque ibne Mirar Axaibani
Abu Anre Ixaque ibne Mirar Xaibani (em árabe: Abū ‘Amr Ixaq ibn Mirār ax-Xaibānī; ca. 738 - incerto, talvez 828) foi um proeminente lexicógrafo e colecionar de poesia árabe de Cufa.

## Vida
Abu Anre, como comumente foi chamado, nasceu ca. 728 em Cufa. Sua mãe era nabateia, e relatadamente conhecia pouco de língua nabateia. Seu nisba Xaibani denota uma conexão com a tribo árabe dos xaibanitas, mas sua natureza é incerta; muito provavelmente foi um maula da tribo, e recebeu o nisba por servir como tutor dos filho de alguns homens da tribo. Viveu até idade avançada, e embora várias datas para sua morte foram dadas, mais provavelmente morreu em 828.
Abu Anre recebeu uma educação em gramática e lexicografia, o hádice, bem como poesia sob Almofadal Aldabi. Ele escreveu vários trabalhos lexicográficos, de natureza frequentemente muito especializada, bem como coleções de poesia árabe do período pré-islâmico (Jahiliyyah), incluindo os divãs de mais de 80 tribos. De seus numerosos trabalhos, apenas um, o Kitab al-Jim (também conhecido como Kitab al-Lughat or Kitab al-Huruf), sobreviveu.